# Citroën South Africa
Citroën South Africa ist ein ehemaliger Automobilhersteller im südafrikanischen Pretoria und eine Tochtergesellschaft des Unternehmens Citroën. Das Unternehmen wurde im November 2009 in Peugeot Citroen South Africa (Pty) Ltd. umbenannt. Seit dem 1. Juni 2017 ist das Unternehmen eine Tochtergesellschaft der VT Holdings Co. Ltd.

## Vorgeschichte
Bereits 1959 vereinbarten Citroën und das Unternehmen Atlanta Industries Ltd. bzw. später Stanley Motors Ltd. die Montage von D-Modellen in Johannesburg oder Natalspruit in der damaligen Provinz Transvaal. Während laut einer Quelle diese Produktion 1965 nach nur 1232 produzierten Einheiten endete, wurde in diesem Jahr laut einer anderen Quelle das Modell DS19 durch das Modell ID19 abgelöst. Laut einer dritten Quelle erfolgte die Montage der Fahrzeuge bis 1971 alleine durch Praetor Assemblers. Im Jahr 1967 folgte die DS19M mit Schaltgetriebe. Bis 1969 waren in Südafrika rund 7300 Exemplare abgesetzt worden, die aber nicht alle in Südafrika produziert worden waren.
Im Jahr 1969 wechselte die Produktion in das ehemalige Jeep-Werk in Pretoria, bevor diese ein Jahr später in das Rover-Werk in Port Elizabeth verlegt wurde. Die montierten Modelle DS20 und DS20M wurden von einigen Händlern auch zu DS21 umgebaut.

## Geschichte
Im Jahr 1972 wurde das Unternehmen Citroën South Africa gegründet. Der Name wird auch mit Citroën Sud Afrique angegeben. Im gleichen Jahr wurde der DS 20/5 mit Schaltgetriebe präsentiert.
1973 folgten der DS23 Pallas und der GS1220 mit 1,2 l Hubraum und 45 kW.
Nach der Übernahme von Citroën im Jahr 1975 schloss Peugeot das Werk in Port Elizabeth und verlagerte die Produktion zu den Rosslyn Motor Assemblers.
Im Jahr 1979 stellte Citroën South Africa seinen Betrieb ein. Insgesamt waren 30.327 Fahrzeuge (davon 10.944 D-Modelle) produziert worden.